# Blue River - Black Spruce Park
Blue River - Black Spruce Park är en park i Kanada.   Den ligger i provinsen British Columbia, i den centrala delen av landet, 3 200 km väster om huvudstaden Ottawa. Blue River - Black Spruce Park ligger 675 meter över havet. Den ligger vid sjön Mud Lake.
Terrängen runt Blue River - Black Spruce Park är bergig åt nordost, men åt sydväst är den kuperad. Blue River - Black Spruce Park ligger nere i en dal. Trakten runt Blue River - Black Spruce Park är nära nog obefolkad, med mindre än två invånare per kvadratkilometer..
I omgivningarna runt Blue River - Black Spruce Park växer i huvudsak barrskog.